# محو الأمية البيئية
محو الأمية البيئية هي القدرة على فهم الأنظمة البيئية التي تجعل الحياة على الأرض ممكنة. أن تكون متعلمًا بيئيًا يعني فهم مبادئ تنظيم المجتمعات البيئية (أي النظم البيئية) واستخدام هذه المبادئ لإنشاء مجتمعات بشرية مستدامة. صاغ هذا المصطلح المربي الأمريكي ديفيد دبليو. أور والفيزيائي فريتيوف كابرا في التسعينيات وبالتالي دخلت قيمة جديدة إلى التعليم؛ "رفاه الأرض".
سيكون المجتمع المثقف بيئيًا مجتمعًا مستدامًا لا يدمر البيئة الطبيعية التي يعتمدون عليها. محو الأمية البيئية هو مفهوم قوي لأنه يخلق الأساس لنهج متكامل للمشاكل البيئية. يدافع المدافعون عن محو الأمية البيئية كنموذج تعليمي جديد ناشئ حول أقطاب الكلانية، والتفكير المنظومي، والاستدامة، والتعقيد.